# Les Chevaux du soleil
Pour les articles homonymes, voir Chevaux du Soleil (homonymie).
Les Chevaux du soleil est un feuilleton télévisé franco-belgo-helvético-allemand en 12 épisodes de 52 minutes, créé par Jules Roy d'après son roman homonyme, réalisé par François Villiers et diffusé en France à partir du 22 octobre 1980 sur TF1.

## Synopsis
Ce feuilleton relate l'histoire de l'Algérie française, de 1830 à 1962, à travers la saga de deux familles de colons installés dans la région d'Alger.

## Distribution
- Maurice Barrier : Antoine Bouychou
- Denis Manuel : lieutenant/général de Roailles
- Sylvain Rougerie : Passebois
- Hans Wyprächtiger : le Dey D'Alger
- Françoise Dufil : Mme Ginetti
- Manuel De Benito : Amédée de Bourmont
- Estanis González : général Berthezene
- Colin Mann : le consul
- Luis Marín : sergent Hugon
- Pedro Miguel Martínez : Louis de Bourmont
- Alfredo Mayo : général de Bourmont
- Geneviève Fontanel : Marie Aldabram
- Jacques Frantz : Hector Griès
- Terele Pávez : Carmen
- Masha Gonska: Angèle

## Épisodes
1. La prise d'Alger
2. Une femme au nom d’étoile
3. La Fête
4. Les Cerises d’Icherridène
5. La Guelaa
6. Le Maître de la Mitidja
7. Le Piano
8. Mathilde
9. Les Âmes interdites
10. Le Centenaire de la conquête
11. Le Tonnerre et les Anges
12. Le Paradis perdu

[réf. souhaitée]